# Крисоло
Крисо̀ло (на италиански: Crissolo; на пиемонтски: Crisseul, Крисеул, на окситански: Criçòl, Крисол) е село и община в Северна Италия, провинция Кунео, регион Пиемонт. Разположено е на 1318 m надморска височина. Населението на общината е 174 души (към 2010 г.).